# Ecocardiografia Doppler tissular
L'ecocardiografia Doppler tissular (TDE) és una tecnologia d'ecografia mèdica, concretament una forma d'ecocardiografia que mesura la velocitat del múscul cardíac (miocardi) a través de les fases d'un o més batecs cardíacs per l'efecte Doppler (canvi de freqüència) de l'ecografia reflectida. La tècnica és la mateixa que per a l'ecocardiografia Doppler de flux que mesura les velocitats de flux. Els senyals tissulars, però, tenen una amplitud més alta i velocitats més baixes, i els senyals s'extreuen utilitzant diferents configuracions de filtre i guany. Els termes imatge Doppler tissular (TDI) i imatge de velocitat tissular (TVI) solen ser sinònims de TDE perquè l'ecocardiografia és l'ús principal del Doppler tissular.
Igual que el Doppler de flux, el Doppler tissular es pot adquirir tant per anàlisi espectral (estimació de la densitat espectral) com per Doppler polsat com per la tècnica d'autocorrelació com el Doppler tissular de color (ecografia dúplex). Mentre que el Doppler polsat només adquireix la velocitat en un punt a la vegada, el Doppler de color pot adquirir valors de velocitat de píxels simultanis a tot el camp d'imatge. D'altra banda, el Doppler polsat és més robust contra el soroll, ja que els valors màxims es mesuren a la part superior de l'espectre i no es veuen afectats per la presència de desordre (soroll de reverberació estacionari).

## Ecocardiografia Doppler tissular d'impulsos
S'ha convertit en una eina ecocardiogràfica important per a l'avaluació de la funció ventricular tant sistòlica com diastòlica. Tanmateix, com que es tracta d'una tècnica espectral, és important adonar-se que la mesura dels valors màxims depèn de l'amplada de l'espectre, que de nou és una funció de la configuració del guany .

### Ús clínic

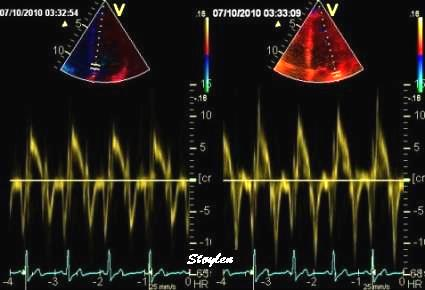
Corbes de velocitat del teixit espectral des de l'anell mitral als punts septal (esquerra) i lateral (dreta). Les corbes mostren diversos batecs cardíacs.

El ecocardiografia Doppler tissular d'impulsos s'ha convertit en una eina universal que forma part de l'examen ecocardiogràfic general. Com qualsevol altra mesura ecocardiogràfica, les mesures per Doppler tissular s'han d'interpretar en el context de tot l'examen. En general, les corbes de velocitat es prenen des de la base de l'anell mitral a la inserció de les fulles mitrals, als punts septals i laterals de la vista de quatre cambres i, finalment, als punts anterior i inferior de les vistes de dues cambres. Per al ventricle dret és habitual utilitzar només el punt lateral de l'anell tricúspide. La mitjana de les velocitats màximes des del punt septal i lateral s'ha tornat habitual, tot i que s'ha demostrat que la mitjana dels quatre punts esmentats anteriorment dona una variabilitat significativament menor
El mètode mesura les velocitats anulars cap a i des de la sonda durant el cicle cardíac.

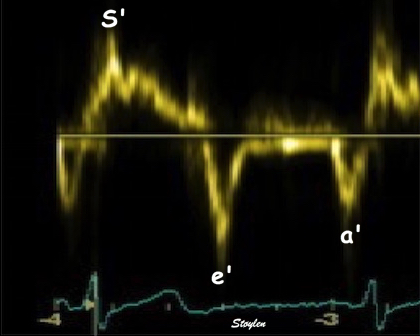
Corba de velocitat del teixit espectral única des de l'anell mitral. La corba mostra velocitats cap a la sonda (velocitat positiva) a la sístole i lluny de la sonda (velocitats negatives) a la diàstole. Les mesures més útils són les velocitats màximes, en la sístole S' i en la diàstole precoç (e') i la diàstole tardana durant la contracció auricular (a').

Les velocitats anulars resumeixen la contracció longitudinal del ventricle durant la sístole i l'allargament durant la diàstole. Les velocitats màximes s'utilitzen habitualment.

#### Funció sistòlica
La velocitat anular sistòlica màxima (S') del ventricle esquerre és tan propera a una mesura de contractilitat com es pot obtenir mitjançant la imatge (tenint en compte que qualsevol mètode d'imatge només mesura el resultat de l'escurçament de la fibra, sense mesurar la tensió dels miòcits). S' s'ha convertit en una mesura fiable de la funció global Comparteix l'avantatge del desplaçament anular, que també es redueix en cors hipertròfics amb ventricles petits i fracció d'ejecció normal (HFNEF), que s'observa sovint en la malaltia cardíaca hipertensiva, la miocardiopatia hipertròfica i l'estenosi aòrtica.
De la mateixa manera, la velocitat sistòlica anular tricúspide màxima s'ha convertit en una mesura de la funció sistòlica del ventricular dret

#### Funció diastòlica
A mesura que el ventricle es relaxa, l'anell es mou cap a la base del cor, significant l'expansió del volum del ventricle. La velocitat anular mitral màxima durant l'ompliment precoç, e' és una mesura de la funció diastòlica del ventricular esquerre i s'ha demostrat que és relativament independent de la pressió d'ompliment del ventricular esquerre. Si hi ha una relaxació alterada (disfunció diastòlica), la velocitat e' disminueix. Després de la relaxació primerenca, el miocardi ventricular és passiu, el pic de velocitat tardà a' és una funció de la contracció auricular. La relació entre e' i a' també és una mesura de la funció diastòlica, a més dels valors absoluts.
Durant les dues fases d'ompliment, hi ha un flux sanguini precoç (E) i tardà (A) de l'aurícula al ventricle, corresponent a les fases de velocitat anular. El flux, és impulsat per la diferència de pressió entre l'aurícula i el ventricle, aquesta diferència de pressió és alhora una funció de la caiguda de pressió durant la relaxació primerenca i la pressió auricular inicial. En la disfunció diastòlica lleugera, la velocitat màxima del flux mitral primerenc E es redueix en proporció a la e', però si la relaxació es redueix de tal manera que provoca un augment de la pressió auricular, E tornarà a augmentar, mentre que e', sent menys dependent de la càrrega, es manté. baix. Així, la relació E/e' està relacionada amb la pressió auricular, i pot mostrar una pressió d'ompliment augmentada encara que amb diverses reserves. Al ventricle dret, aquest no és un principi important, ja que la pressió de l'aurícula dreta és la mateixa que la pressió venosa central que es pot avaluar fàcilment a partir de la congestió venosa.

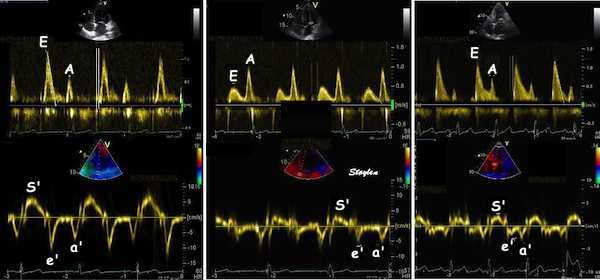
Relació entre el flux mitral i la velocitat de l'anell mitral. Esquerra: Persona normal amb bona funció diastòlica; E i e' alts, E/e normals. Mitjà, pacient amb disfunció diastòlica sense augment de la pressió d'ompliment; E i e' baixes, relació E/e' normal. Esquerra, pacient amb disfunció diastòlica i augment de la pressió d'ompliment; E alta, e baixa i E/e alta. La S' es redueix en proporció a la e'

#### Insuficiència cardíaca amb fracció d'ejecció conservada (HFPEF)
Un dels principals avantatges del Doppler tissular és que la funció diastòlica i sistòlica es poden mesurar amb la mateixa eina. Abans de l'arribada del Doppler tissular, la funció sistòlica es valorava normalment amb la fracció d'ejecció (FE) i la funció diastòlica mitjançant el flux mitral. Això va conduir al concepte de " insuficiència cardíaca diastòlica " pura. Tanmateix, en els ventricles esquerres hipertròfics amb una mida de cavitat petita, la funció sistòlica es redueix encara que la FE no ho és, ja que la FE depèn del gruix relatiu de la paret. Això ha fet que es descarti el concepte d'"insuficiència cardíaca diastòlica pura". El terme preferit és ara insuficiència cardíaca amb fracció d'ejecció normal (HFNEF) o insuficiència cardíaca amb fracció d'ejecció conservada (HFPEF). Això és comú i s'observa sovint en la cardiopatia hipertensiva, la miocardiopatia hipertròfica i l'estenosi aòrtica, i pot constituir fins al 50% de la població total d'insuficiència cardíaca. El pronòstic de l'HFPEF és el mateix que per a la insuficiència cardíaca amb cors dilatats.

#### Prolapse de la vàlvula mitral (MVP)
El Doppler de teixit d'ona polsada es pot utilitzar com a forma d'avaluar la gravetat del prolapse de la vàlvula mitral arrítmica, mirant el pic al mig de la sístole, que sembla semblant al casc prussià Pickelhaube, d'aquí el nom Pickelhaube. Aquest és un dels marcadors de risc d'arítmies malignes en pacients amb malaltia de la vàlvula mitral mixomatosa (MMVD) i prolapse de la vàlvula mitral biliar (BMVP). És significatiu quan supera els 16 cm/s. La sobrecàrrega sistòlica sobtada de la qual és una expressió de Pickelhaube pot actuar com a desencadenant de l'aparició d'arítmies ventriculars.

### Valors normals i fisiologia
S'han establert valors de referència normals relacionats amb el gènere i l'edat tant per a S', e' com per a' en el gran estudi HUNT, que inclou 1266 subjectes lliures de malalties del cor, hipertensió i diabetis.
Aquest estudi també mostra que tant els valors S' com e' disminueixen amb l'edat, mentre que a' augmenta (fig). També hi ha una correlació significativa entre S' i e', també en subjectes sans, que mostra la connexió entre la funció sistòlica i la diastòlica.

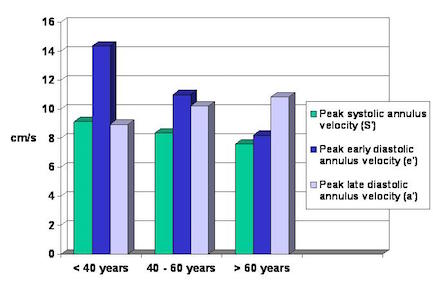
Valors normals depenent de l'edat per a S', e' i a'.

La relació e'/a' esdevé <1 uns 60 anys d'edat, que és similar a la relació E/A del flux mitral. Les dones tenen velocitats S' i e' lleugerament superiors a les dels homes, tot i que la diferència desapareix amb l'edat. L'estudi també va demostrar que les velocitats eren més altes a la paret lateral i les més baixes al septe. Per tant, l'E/e' depenia del lloc de mesura de e'. La ràtio també depenia de l'edat.

## Doppler tissular de color

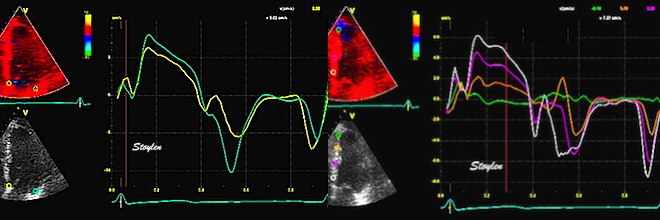
Traces Doppler de color d'un subjecte normal Esquerra: traces de l'envà i l'anell mitral. Les similituds de la forma de la corba amb el Doppler espectral són evidents. Dreta: múltiples rastres de llocs al llarg del septe. La disminució de velocitats de la base a l'àpex és evident.

A diferència del Doppler espectral, el Doppler tissular de color mostra les velocitats de tots els punts del sector, disparant dos impulsos successivament i calculant la velocitat a partir del canvi de fase entre ells mitjançant autocorrelació. El càlcul és lleugerament diferent de l'efecte Doppler real, però el resultat és idèntic. Això dona com a resultat un únic valor de velocitat per volum de mostra. El resultat és un camp de velocitat de vectors de velocitat (gairebé) simultanis cap a la sonda. L'avantatge del Doppler color respecte al Doppler espectral és que es poden mostrejar totes les velocitats simultàniament. El desavantatge és que si hi ha soroll de desordre (reverberacions estacionàries), els ecos estacionaris s'integraran en el càlcul de velocitat, donant lloc a una subestimació. Com que el Doppler d'ona polsada es mostra com un espectre, els valors del Doppler color es correspondran amb la mitjana de l'espectre (en absència de desordre), donant valors lleugerament inferiors. A l'estudi HUNT, la diferència en els valors sistòlics màxims va ser d'uns 1,5 cm/s.
Les velocitats locals no són el resultat de la funció local, ja que els segments es mouen per l'acció dels segments veïns.Així, el gradient de velocitat de les diferències de velocitat és la mesura principal de la contracció regional i s'ha convertit en l'ocupació més important del Doppler tissular de color.